# Отіс Герлан
Отіс Герлан (англ. Otis Harlan; 29 грудня 1865 — 21 січня 1940) — американський актор.

## Життєпис
Народився у місті Зейнсвілл, штат Огайо у 1865 році. Як актор дебютував у Вікторіанському бурлеску Віктора Герберта «Чарівний лицар» 1893 року. До 1911 року грав у водевілях та мюзіклах Ірвінга Берліна. Перша роль у кіно — роль незнайомця у короткометражному німому фільмі «Незнайомець у Нью-Йорку» 1916 року. Крім того Отіс озвучив гнома Веселуна у діснеевському мультфільмі Білосніжка і сім гномів та Містера Крота у мутьтфільмі Бембі.
Помер 21 січня 1940 року від інсульту.

## Вибрана фільмографія
- 1916 — Незнайомець у Нью-Йорку
- 1921 — Дівчина в таксі — Алексіс
- 1922 — Два види жінок
- 1922 — Вічний вогонь
- 1923 — Truxton King — Гоббс
- 1925 — О, докторе!
- 1925 — Ідеальний клоун
- 1926 — Що відбулось з Джонсом
- 1932 — Осідлай його, ковбой — суддя Джонс
- 1933 — Телеграф — дядько Зік Келлер
- 1935 — Західний кордон — Док Кук
- 1937 — Білосніжка і семеро гномів — гном Веселун (озвучка)
- 1938 — Злочинці з Сонори[en] — більярдист
- 1942 — Бембі — Містер Кріт (озвучка)